# آلفا رومئو اس‌زد

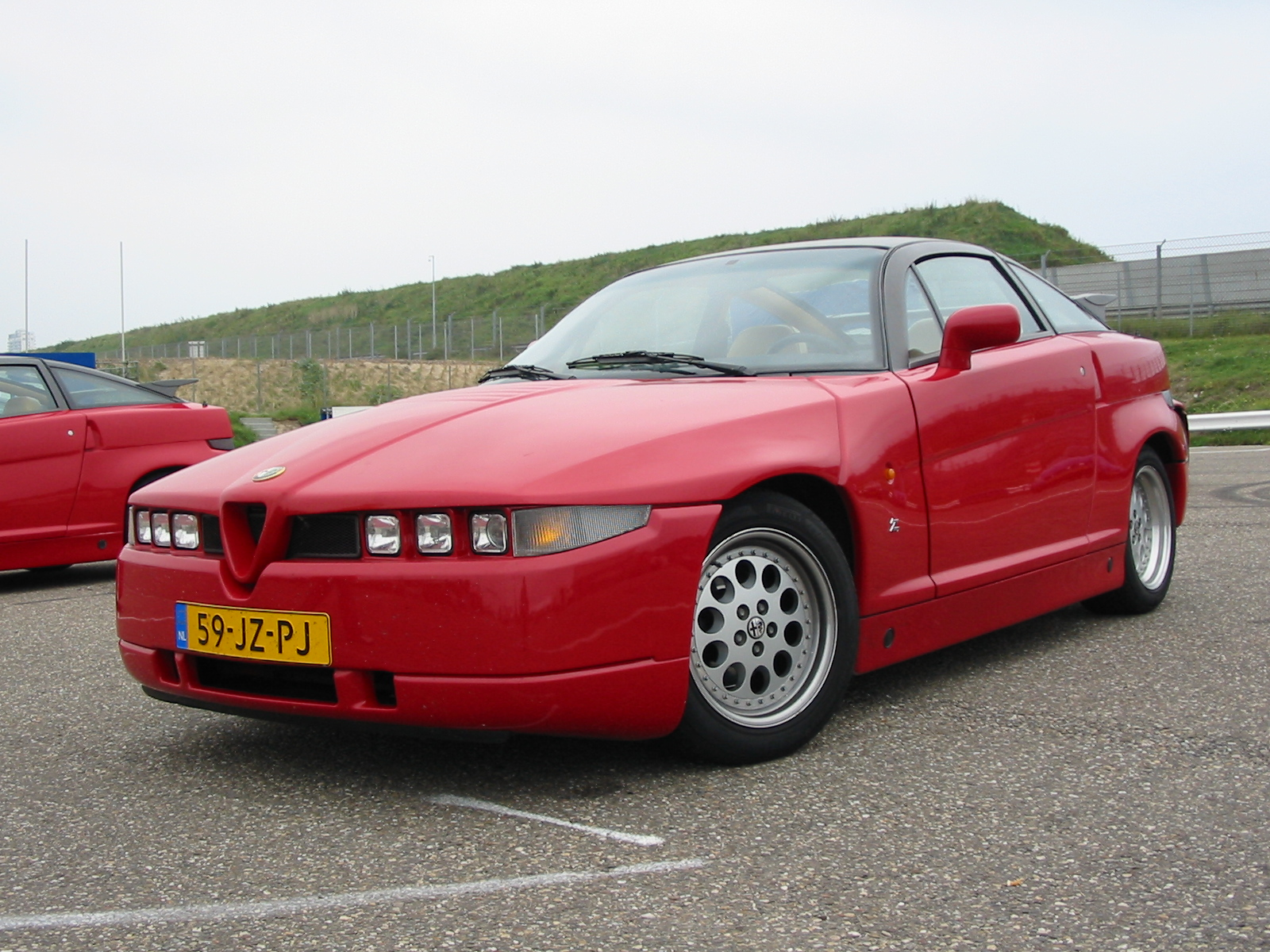

آلفارومئو اس‌زد (Alfa Romeo SZ) خودرویی است که در سال‌های ۱۹۸۹–۱۹۹۱ SZ۱۹۹۲–۱۹۹۴ RZدر ایتالیا تولید شده‌است.
این خودرو در کلاس خودرو اسپورت قرار گرفته و طراحی آن خودروهای موتور جلو-محور عقب بوده طول آن در حالت طبیعی ۴٬۰۵۹ میلیمتر (۱۵۹٫۸ اینچ) است. سیستم جعبه‌دندهٔ آن ۵ دنده به صورت دستی است.

## نگارخانه

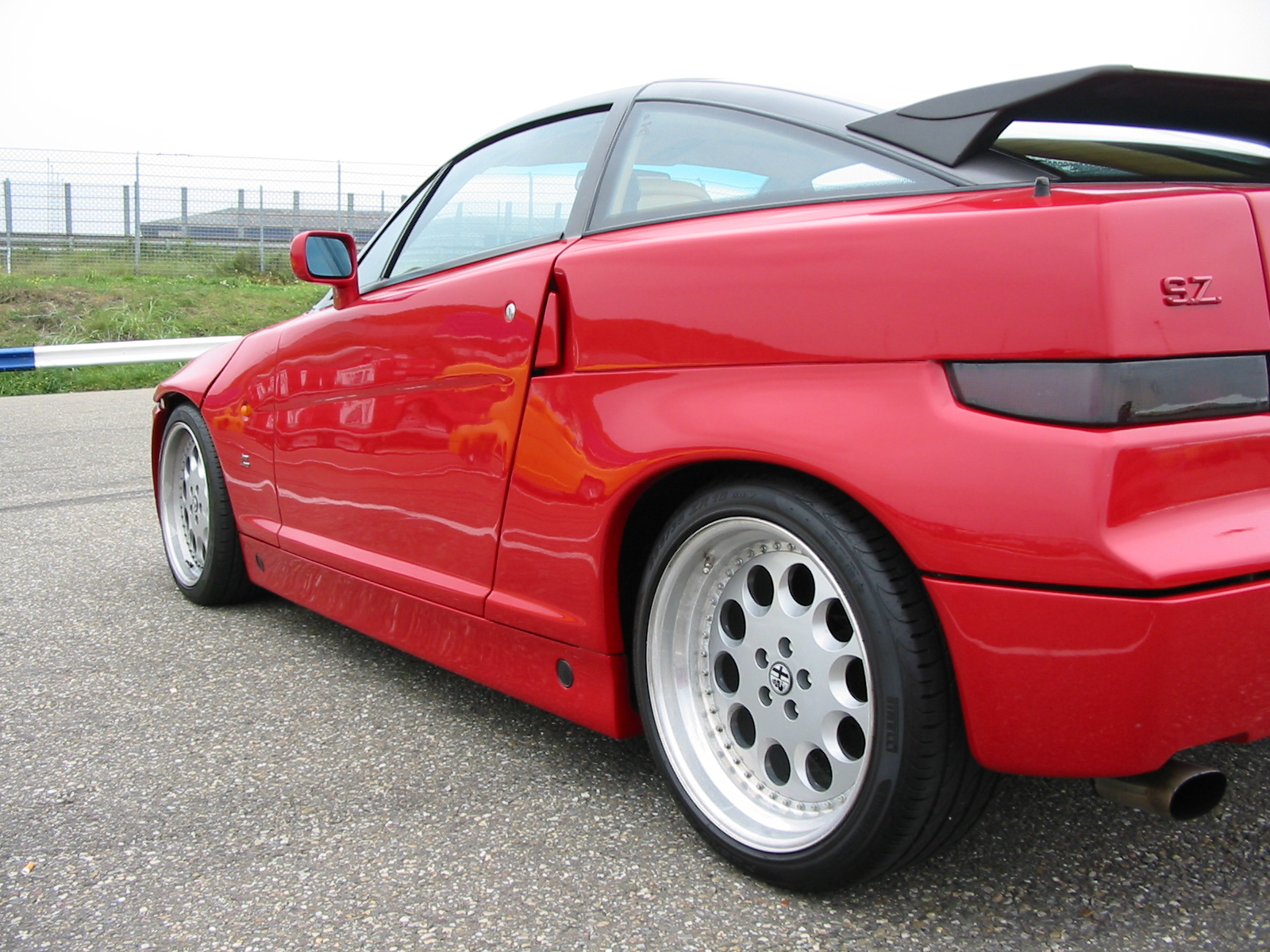
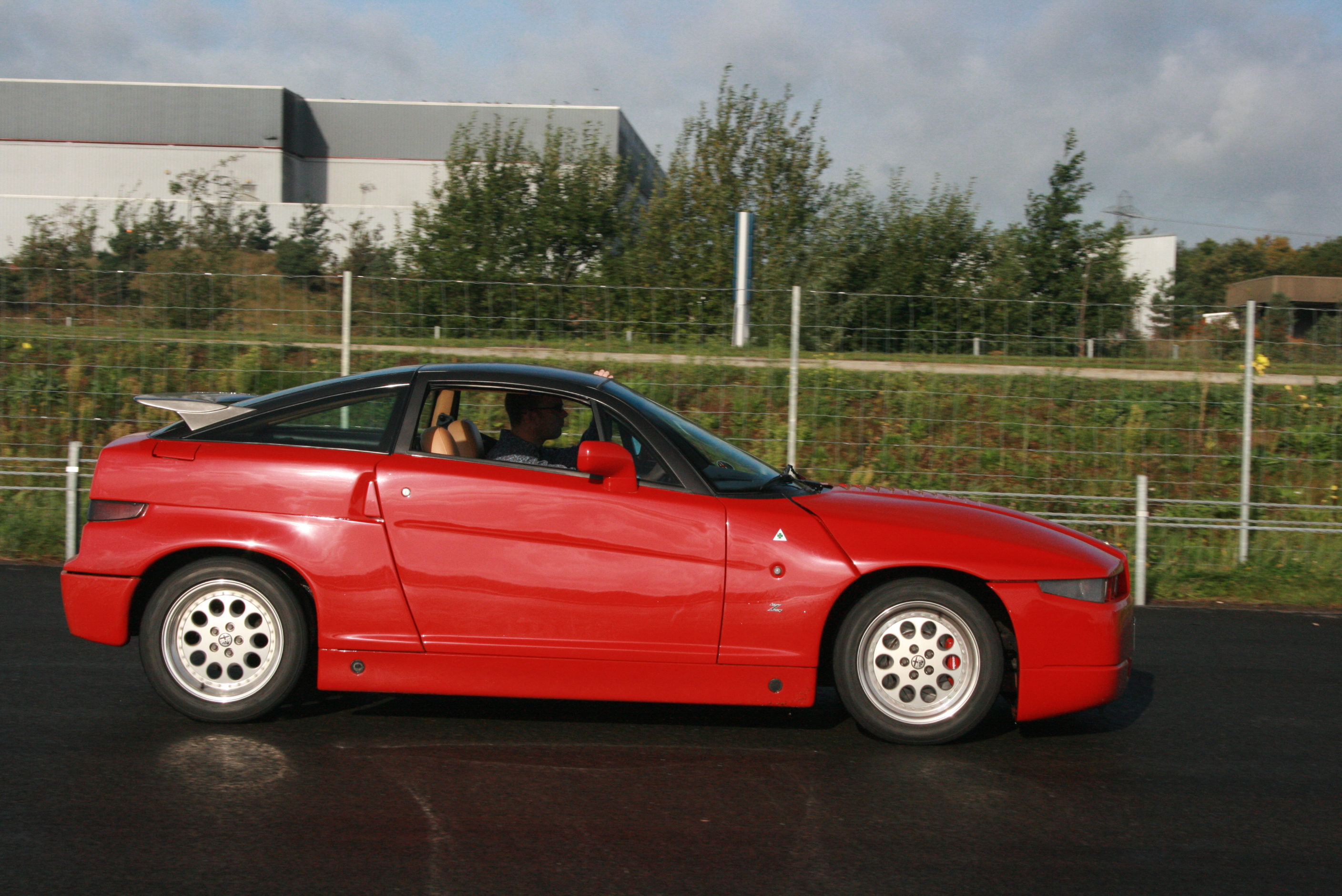
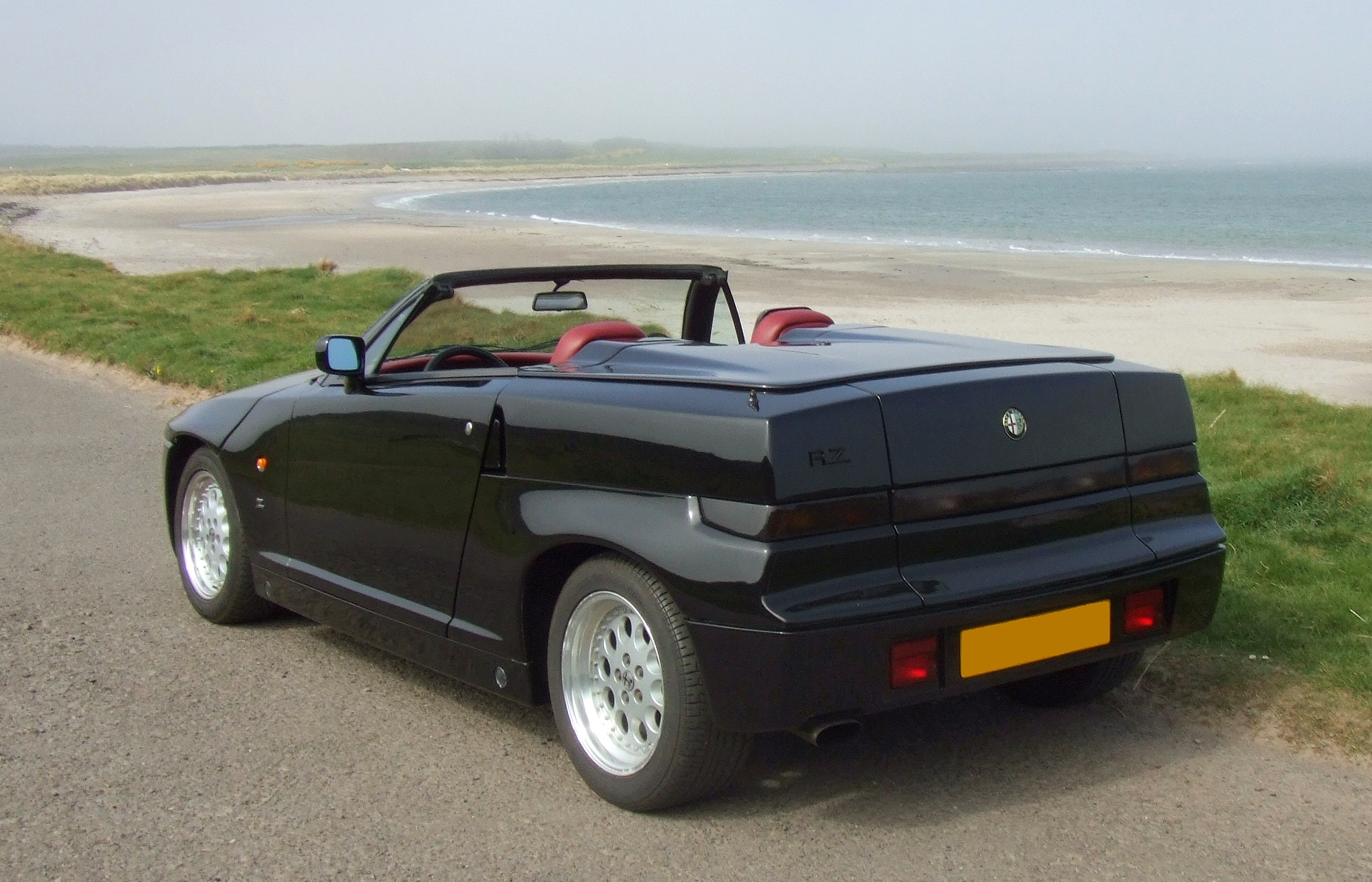
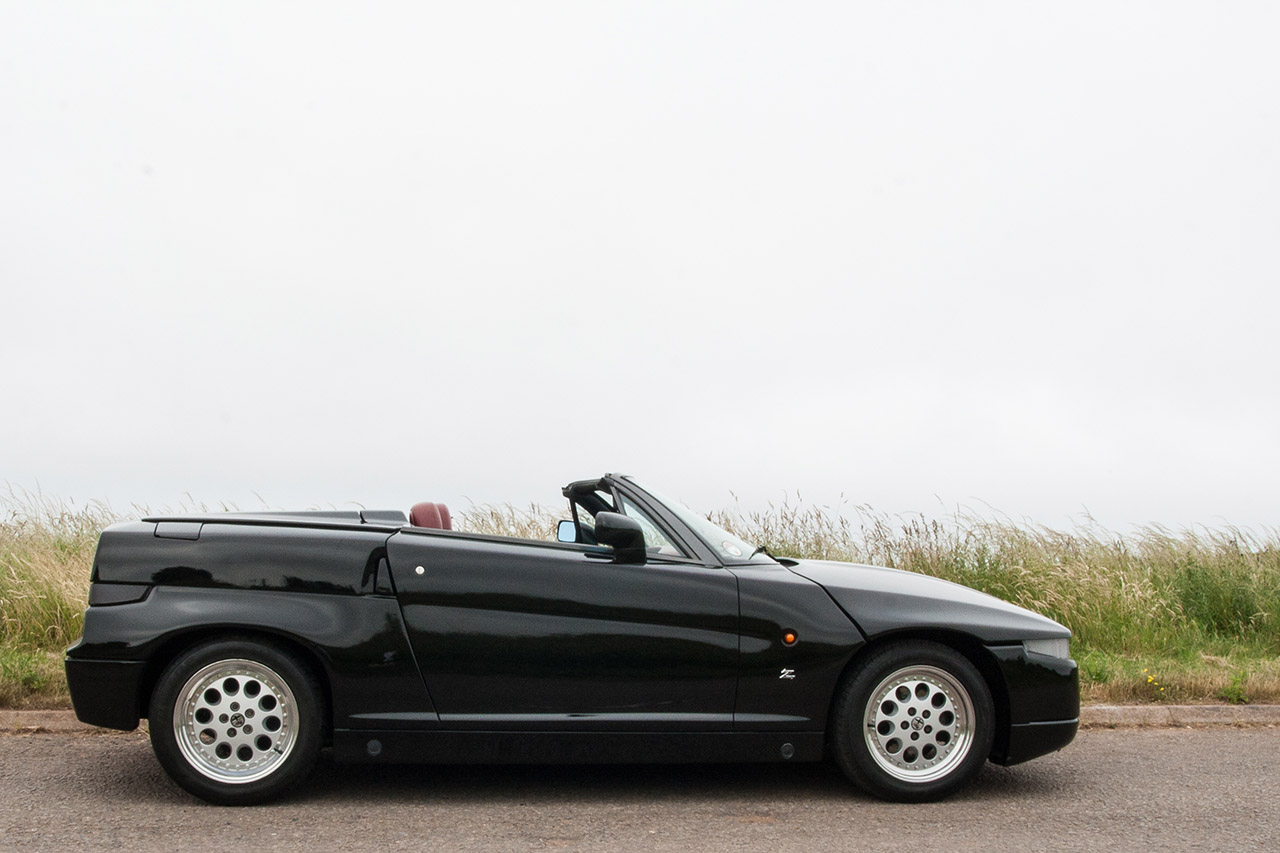